# Lontzen
Lontzen es una comuna de la región de Valonia, en la provincia de Lieja, Bélgica. A 1 de enero de 2019 tenía una población estimada de 5764 habitantes.

## Geografía
Se encuentra ubicada al este del país cerca de la ciudad de Eupen y de las fronteras con Alemania y los Países Bajos.

### Secciones del municipio
El municipio comprende los antiguos municipios, que se fusionaron en 1977:
| - Lontzen - Herbesthal - Walhorn |

### Pueblos y aldeas del municipio
Astenet, Busch, Johberg, Kaulen, Rabotrath.

## Demografía

### Evolución
Todos los datos históricos relativos al actual municipio, el siguiente gráfico refleja su evolución demográfica, incluyendo municipios después de efectuada la fusión el 1 de enero de 1977.